# Hill-Marta Solberg

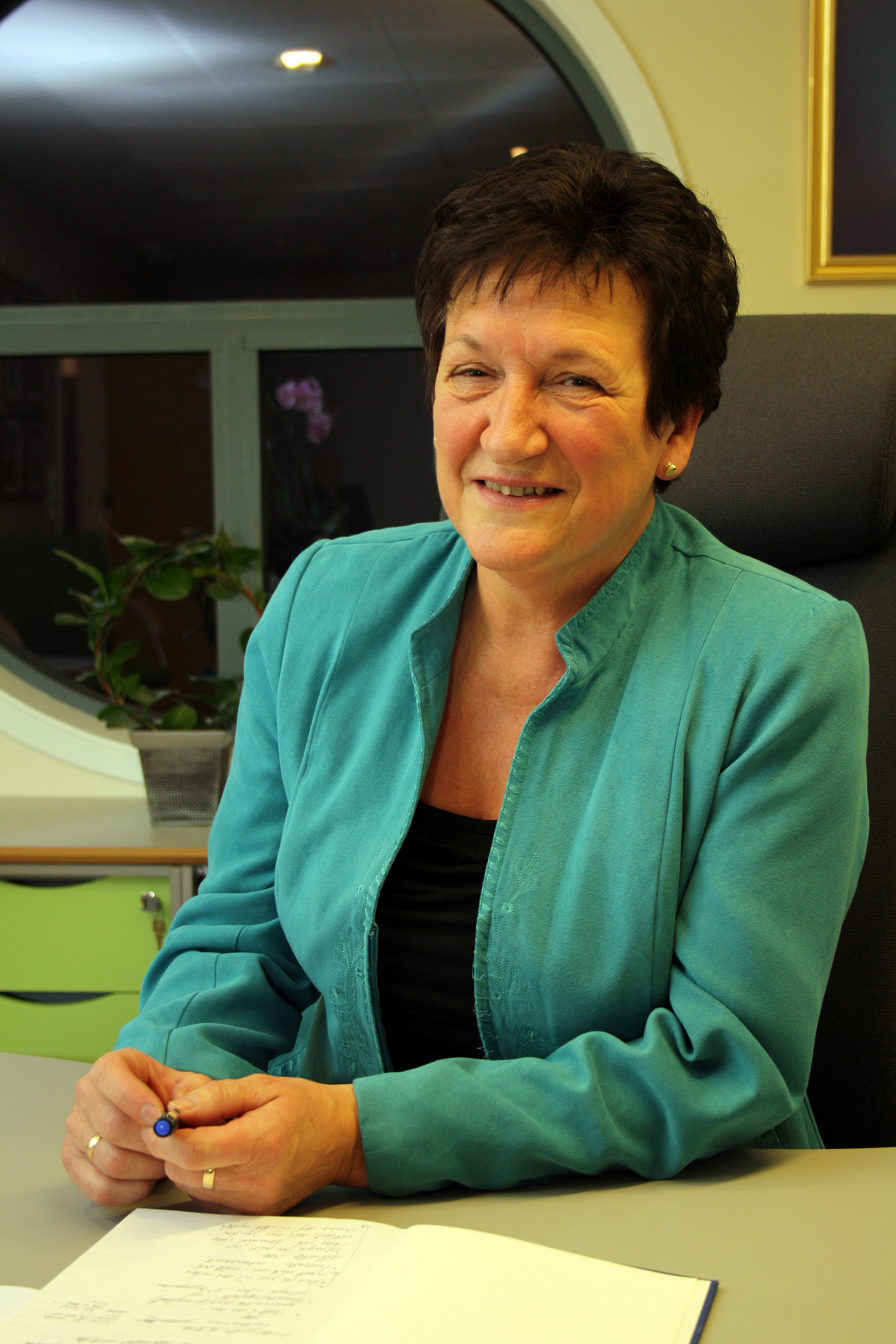
Hill-Marta Solberg (2009)

Hill-Marta Solberg (* 12. November 1951 in Sortland) ist eine norwegische Politikerin der sozialdemokratischen Arbeiderpartiet (Ap). Sie war von 1994 bis 1997 Sozialministerin und von 2009 bis 2018 Fylkesmann der Provinz Nordland.

## Leben
Solberg studierte Lehramt in Trondheim und war von 1975 bis 1987 als Lehrerin an verschiedenen Schulen tätig. In den Jahren 1983 bis 1993 war sie Mitglied in der Kommunalvertretung von Sortland, ab 1987 war sie dabei die Bürgermeisterin des Ortes. Von 1992 bis 2007 war sie stellvertretende Vorsitzende ihrer Partei. 1993 zog sie erstmals für Nordland in das norwegische Parlament, das Storting, ein. Sie war dort bis 2009 Abgeordnete. Im Januar 1994 wurde sie unter Gro Harlem Brundtland zur Sozialministerin ernannt und hatte diesen Posten auch bis Oktober 1997 in der Regierung Jagland weiter inne. Zwischen 2000 und 2001 und erneut von 2005 bis 2009 war sie Fraktionsvorsitzende der Ap im Storting.
Im September 2007 wurde bekanntgegeben, dass sie 2009 Fylkesmann von Nordland werde und somit auch nicht mehr bei der Parlamentswahl 2009 antreten werde. Sie führte dieses Amt bis November 2018 aus. In der Zeit von 2009 bis 2016 war sie zudem Vorsitzende vom Vinmonopolet, dem staatlichen Unternehmen, das in Norwegen für den Verkauf von Alkohol zuständig ist.